# Płaszów
Płaszów – obszar Krakowa wchodzący w skład Dzielnicy XIII Podgórze. Dawna wieś położona na prawym brzegu Wisły na południowy wschód od Krakowa i przyłączona do niego w 1912 roku jako XXI dzielnica katastralna.
Wieś królewska położona w drugiej połowie XVI wieku w powiecie szczyrzyckim województwa krakowskiego, należała do wielkorządów krakowskich. 

## Historia
Nazwa Płaszów wywodzi się od przezwiska Płasz. 
Pierwsza wzmianka o Płaszowie pochodzi z dokumentu Bolesława Wstydliwego dla klasztoru zwierzynieckiego z 1254 roku, w którym wymieniony jest Plaszow jako własność klasztorna. W XIV wieku część wsi była własnością prywatną, lasy należały do króla, a reszta wsi – do klasztoru w Koprzywnicy. W 1421 rok król Władysław Jagiełło przeniósł wieś z prawa polskiego na prawo niemieckie, w siedem lat później kupił wieś Płaszów za 500 grzywien. W Liber Beneficiorum Jana Długosza Płaszów był wsią królewską i należał do parafii Bożego Ciała na Kazimierzu. Po czternasto- i piętnastowiecznych zmianach własności – w wieku XVI wieś znalazła się w rękach krakowskich wielkorządców. Po I rozbiorze Polski (1773) Płaszów trafił do zaboru austriackiego (miasto Kraków pozostawało w granicach Polski do III rozbioru w 1795), co spowodowało zmiany własności wsi.
W latach 1854-1856 Austriacy wybudowali w Płaszowie nieistniejące już dziś trzy szańce FS18 – FS20. W 1855 przez teren Płaszowa została przeprowadzona linia kolejowa Kraków-Lwów. Istnienie tej linii, a także ożywienie gospodarki Galicji związane z budową Twierdzy Kraków spowodowały rozwój przemysłu w Płaszowie. Według spisu z 1887 w Płaszowie Wielkim znajdowało się 127 domów zamieszkanych przez 750 mieszkańców, a w oddzielonym od niego obszarem Lasówki (Ugory) Płaszowie Małym – 22 domy i 131 mieszkańców. Natomiast w zakolu Wisły, w posiadłości Aleksandra Zdzieńskiego znajdował się jego dwór, zabudowania gospodarcze i 6 domów zamieszkanych przez 80 osób.
Z końcem XIX wieku rozbudowano forty Twierdzy Kraków, budując Fort 50a Lasówka. Do największych przedsiębiorstw Płaszowa należały w tym czasie Płaszowska Fabryka Cegieł i Dachówek utworzona w 1896 oraz towarowy węzeł kolejowy Podgórze-Płaszów. W roku 1900 mieszkało w Płaszowie 1408 osób, a w 1910 już 2239. Gromada Płaszów używała jako symbolu zwieńczonego koroną herbu Rawicz, w klejnocie widniał niedźwiedź pomiędzy jelenimi rogami.
W 1903 roku doszło do powodzi. W tym samym czasie Austriacy rozważali plany budowy kanału Dunaj-Wisła, które zrodziły potrzebę znalezienia dla Krakowa dogodnej lokalizacji pod budowę portu rzecznego. Płaszów wydawał się do tych celów odpowiedni, toteż władze Krakowa podjęły w 1903 i ponownie w 1910 z gminą Płaszów rozmowy na temat włączenia wsi w obręb miasta. Po kilkuletnich pertraktacjach 1 lutego 1912 roku włączono do Krakowa 4,88 km² obszarów gminy i 2,84 km² ziem dworskich Płaszowa.
To w Płaszowie 30 października 1918 rozpoczęło się odbieranie Krakowa z rąk austriackich zaborców. Ze stacji Kraków-Płaszów por. Antoni Stawarz rozesłał do wszystkich stacji kolejowych Galicji polecenie wstrzymania transportów poza Galicję i skierowania ich do Krakowa w związku z powstaniem rządu polskiego.
W 1921 roku w Płaszowie wprowadzono nazwy ulic.
W okresie międzywojennym w Płaszowie przy ulicy Saskiej 2 wzniesiono 1930-1931 kościół księży sercanów i klasztor według projektów Franciszka Mączyńskiego. 
W roku 1934 z inicjatywy Józefa Madeja, Ignacego Krzepickiego, Józefa Gaczoła i Jana Golika powstał klub sportowy Płaszowianka Kraków. Od 1969 r. Płaszowianka występowała jako Energetyk, by po przejęciu przez Budostal-8 i 1975 r. aż do 1991 stać się wyłącznie zakładowym ośrodkiem rekreacyjnym. Klub Sportowy Płaszowianka został reaktywowany 29 marca 1991 r.
We wschodniej części Płaszowa, nad Wisłą, znajduje się fort „Lasówka” Twierdzy Kraków.

## Galeria

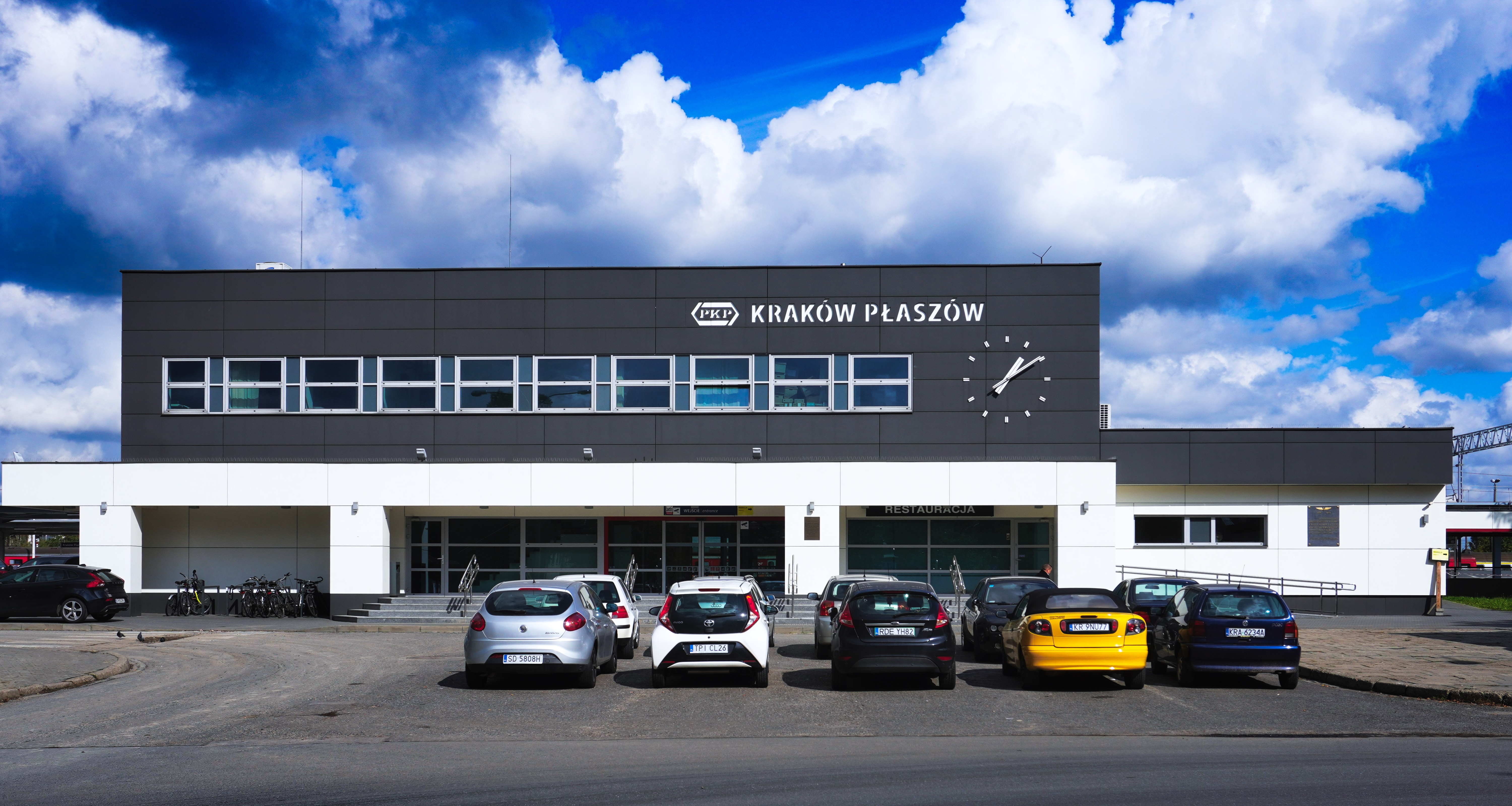
Dworzec Kraków Płaszów
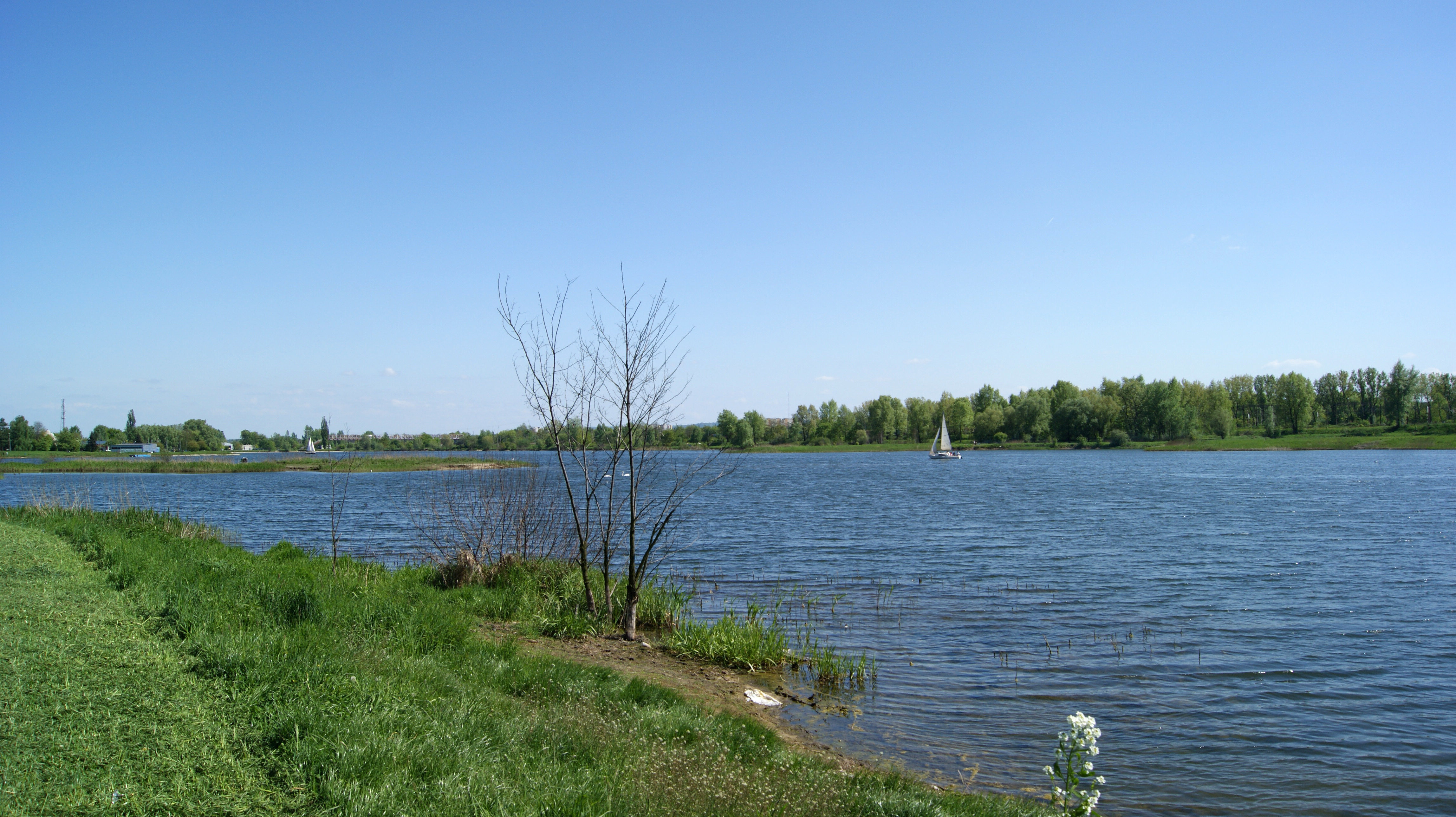
Zalew Bagry
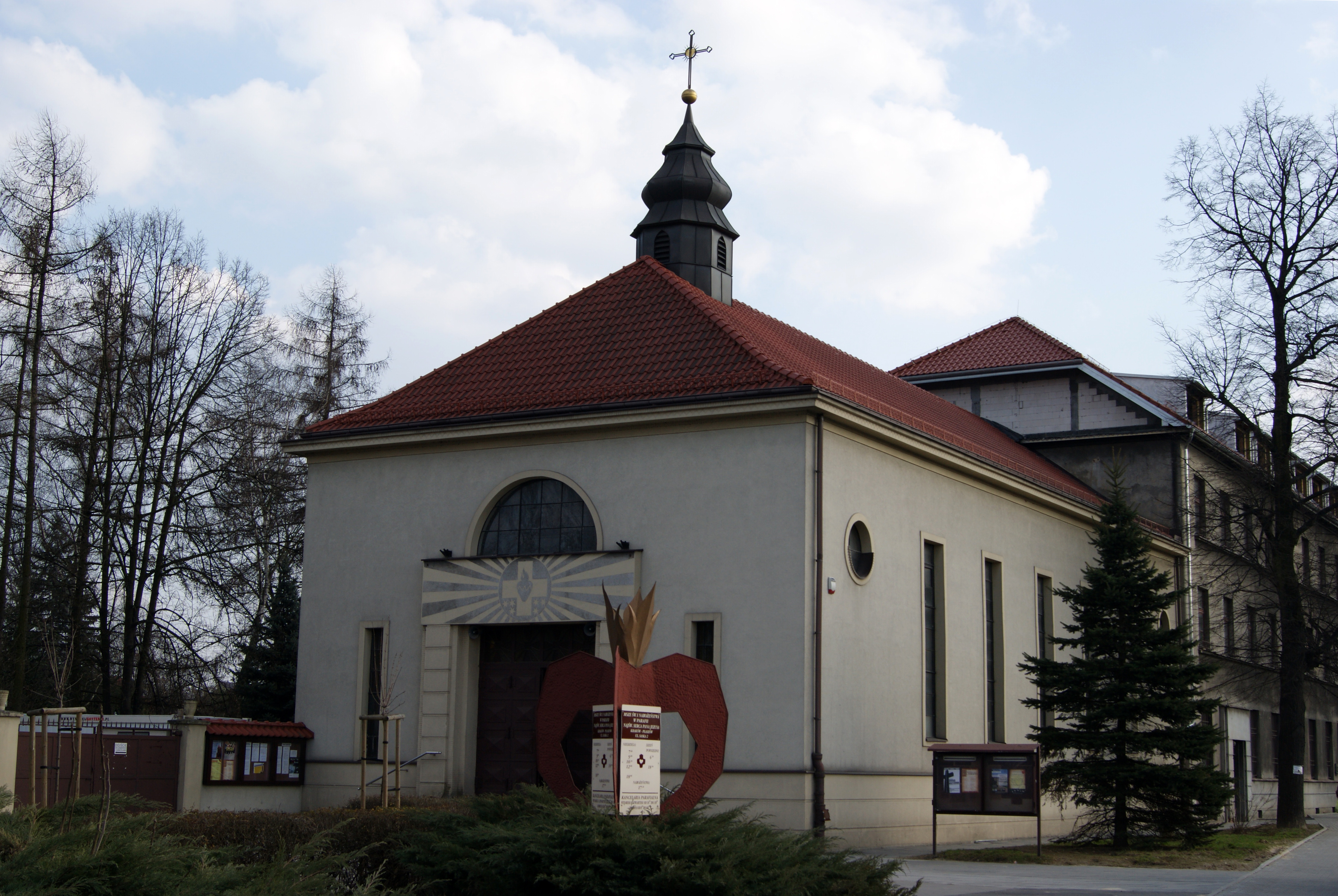
Kościół księży sercanów przy ul. Saskiej
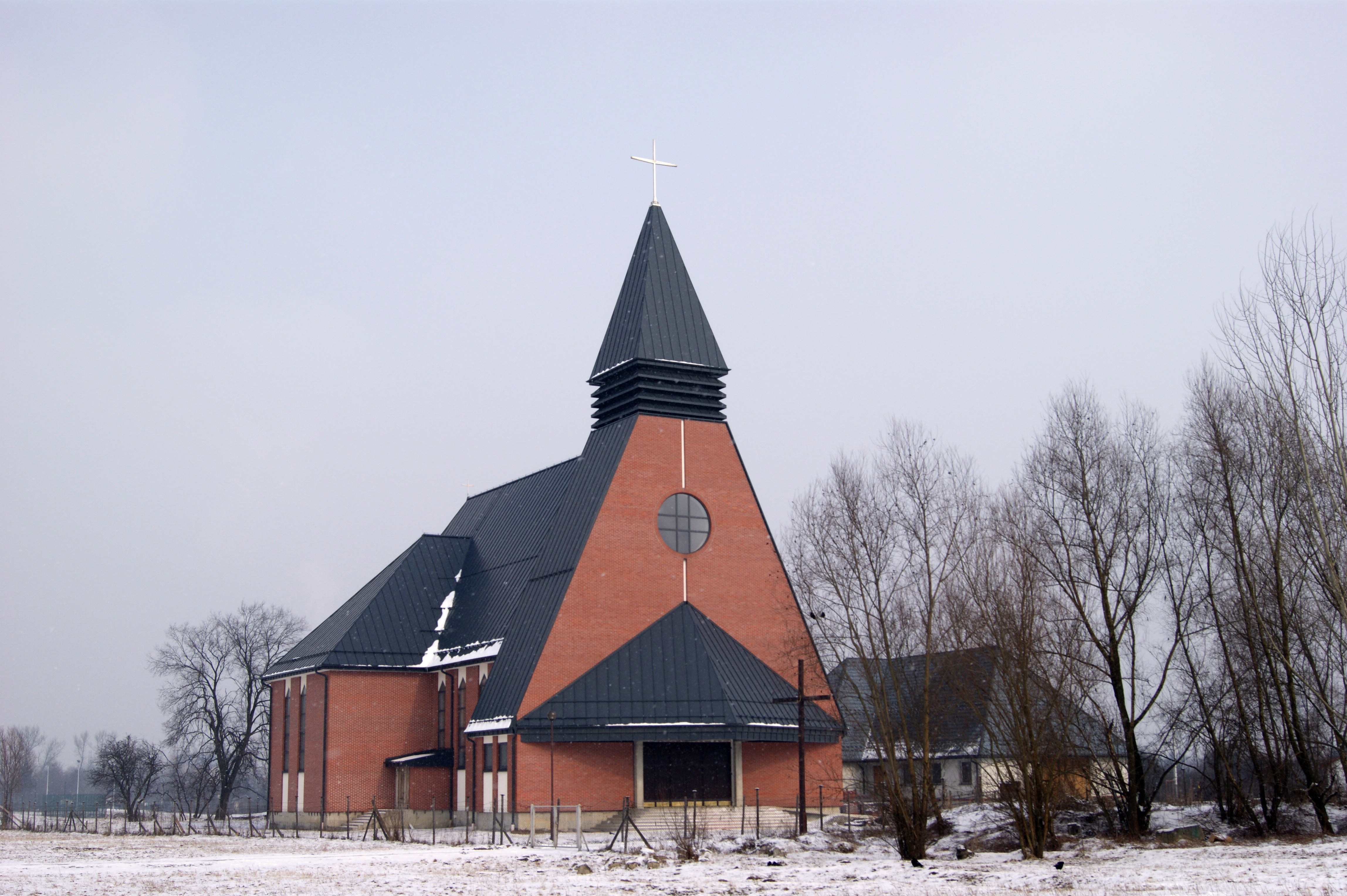
Kościół Matki Bożej Fatimskiej w 2011 roku
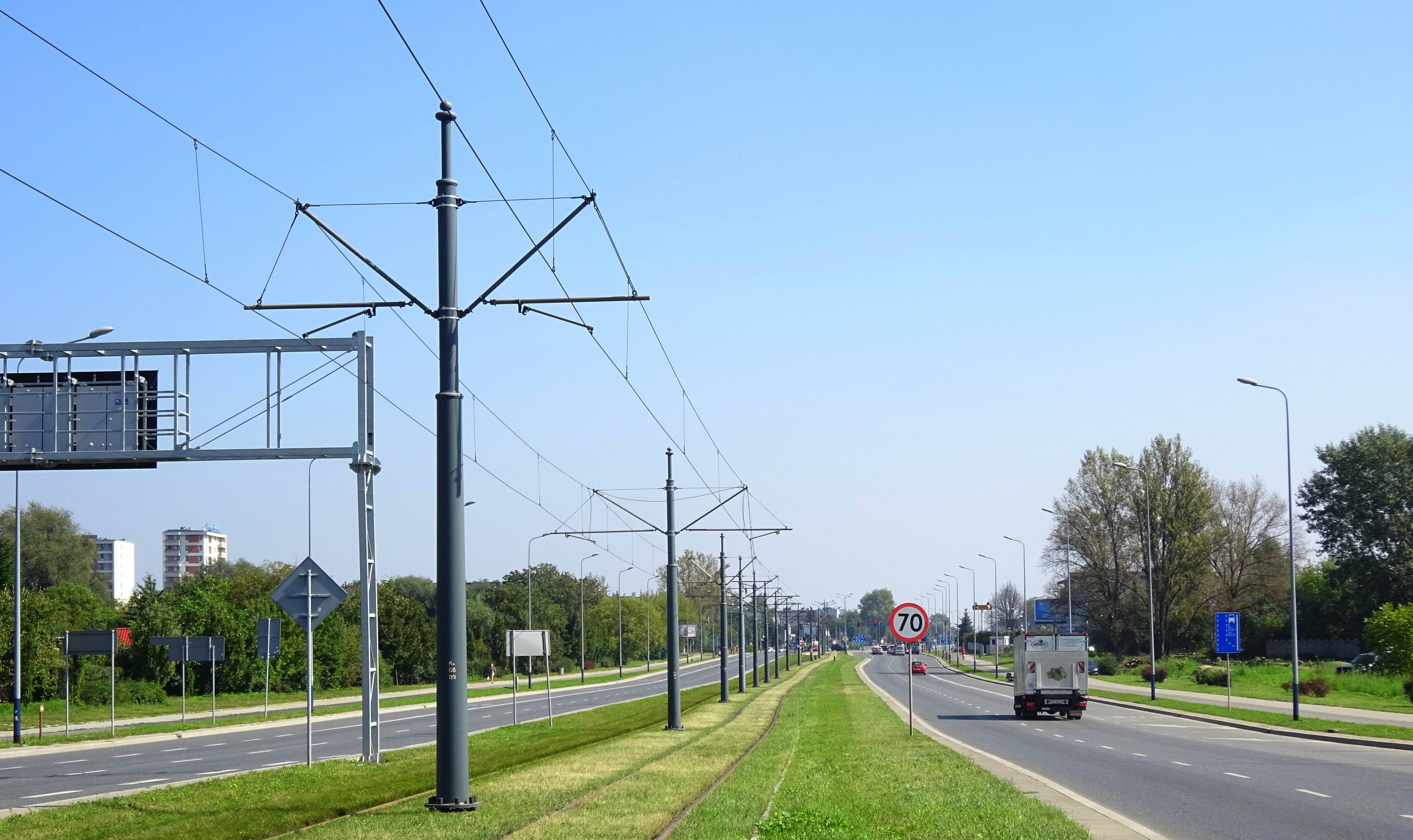
Torowisko tramwajowe na ulicy Lipskiej w 2016 roku
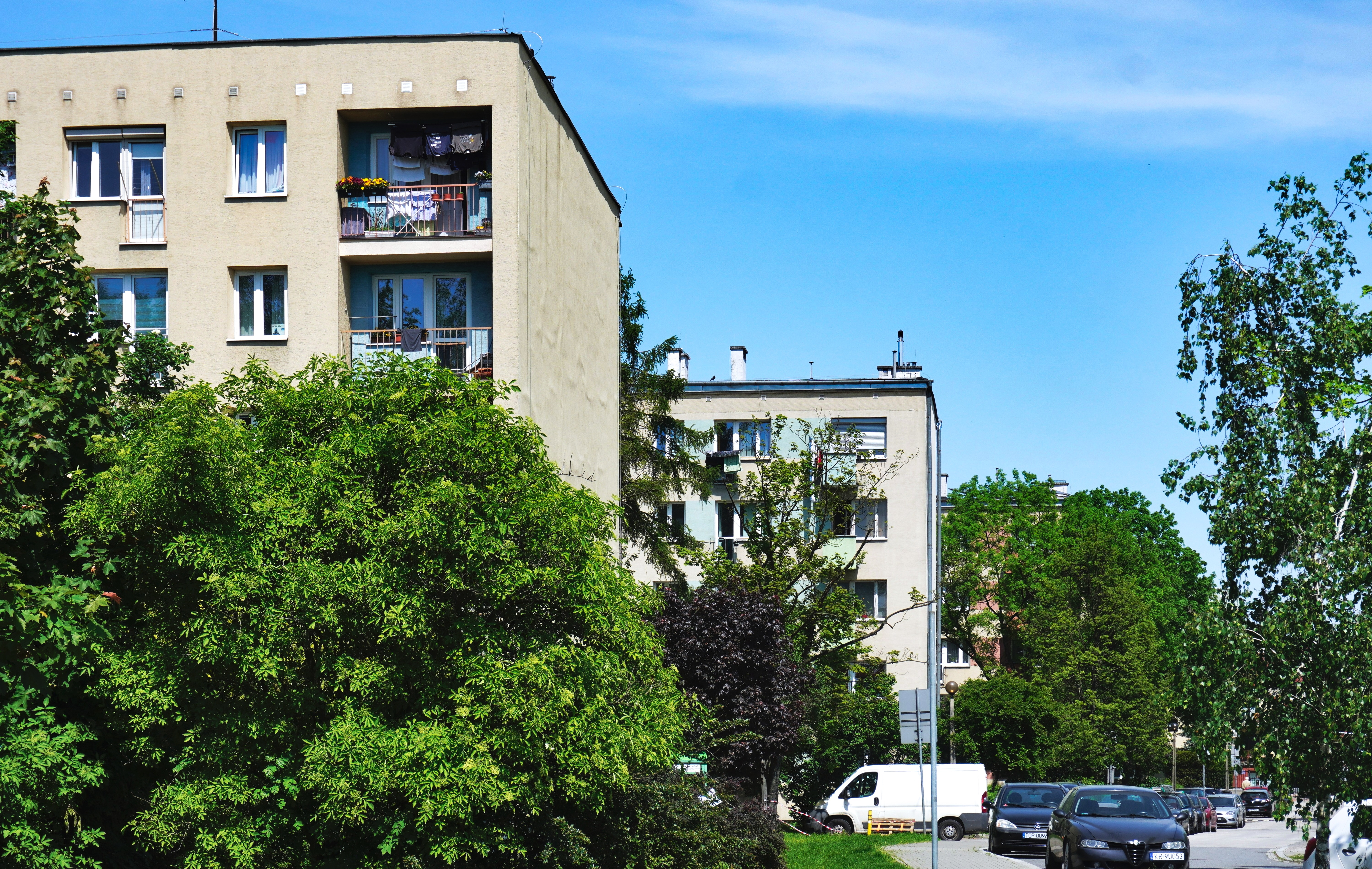
Bloki przy ul. Wielickiej 76b i 78
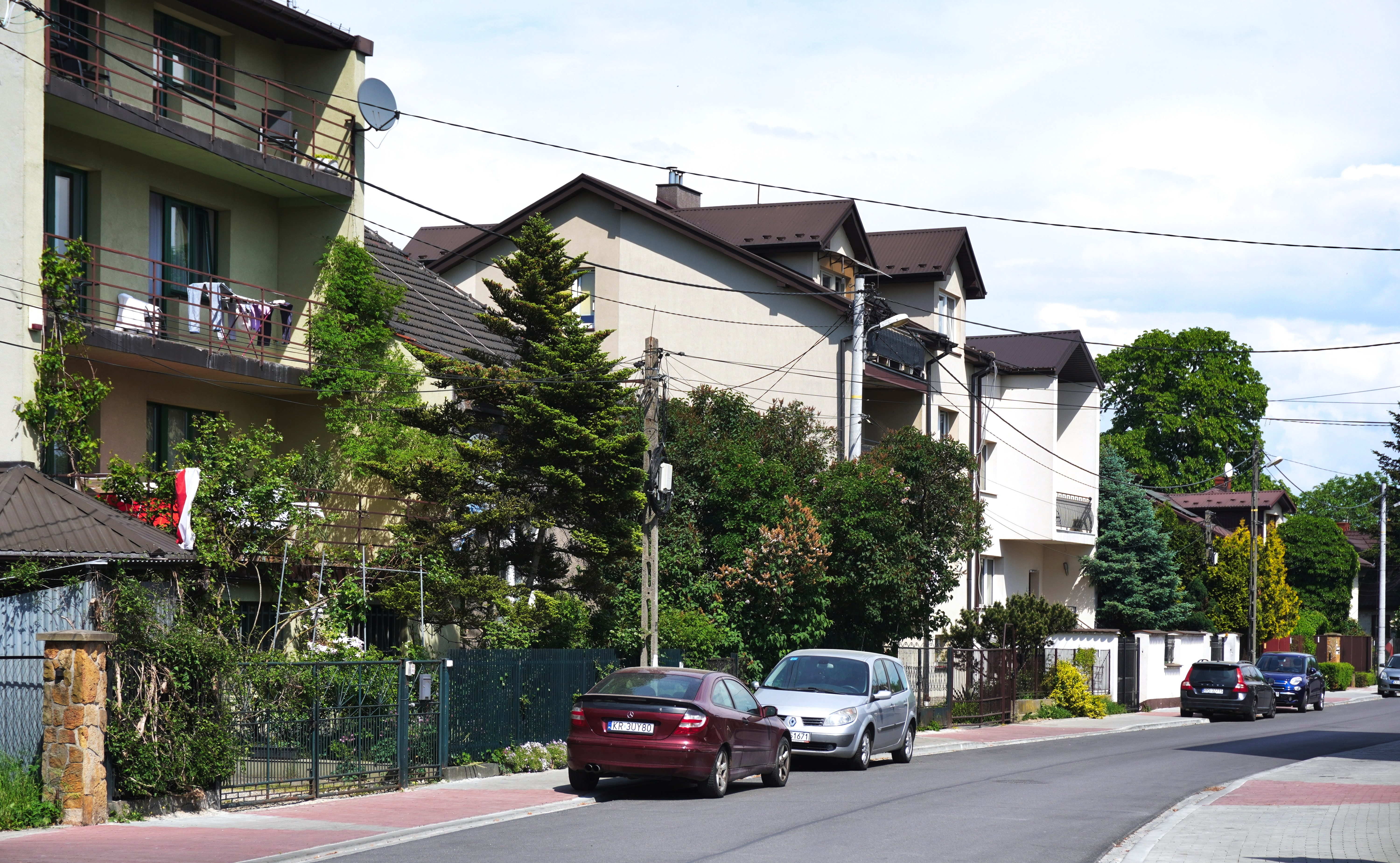
Ulica Strycharska
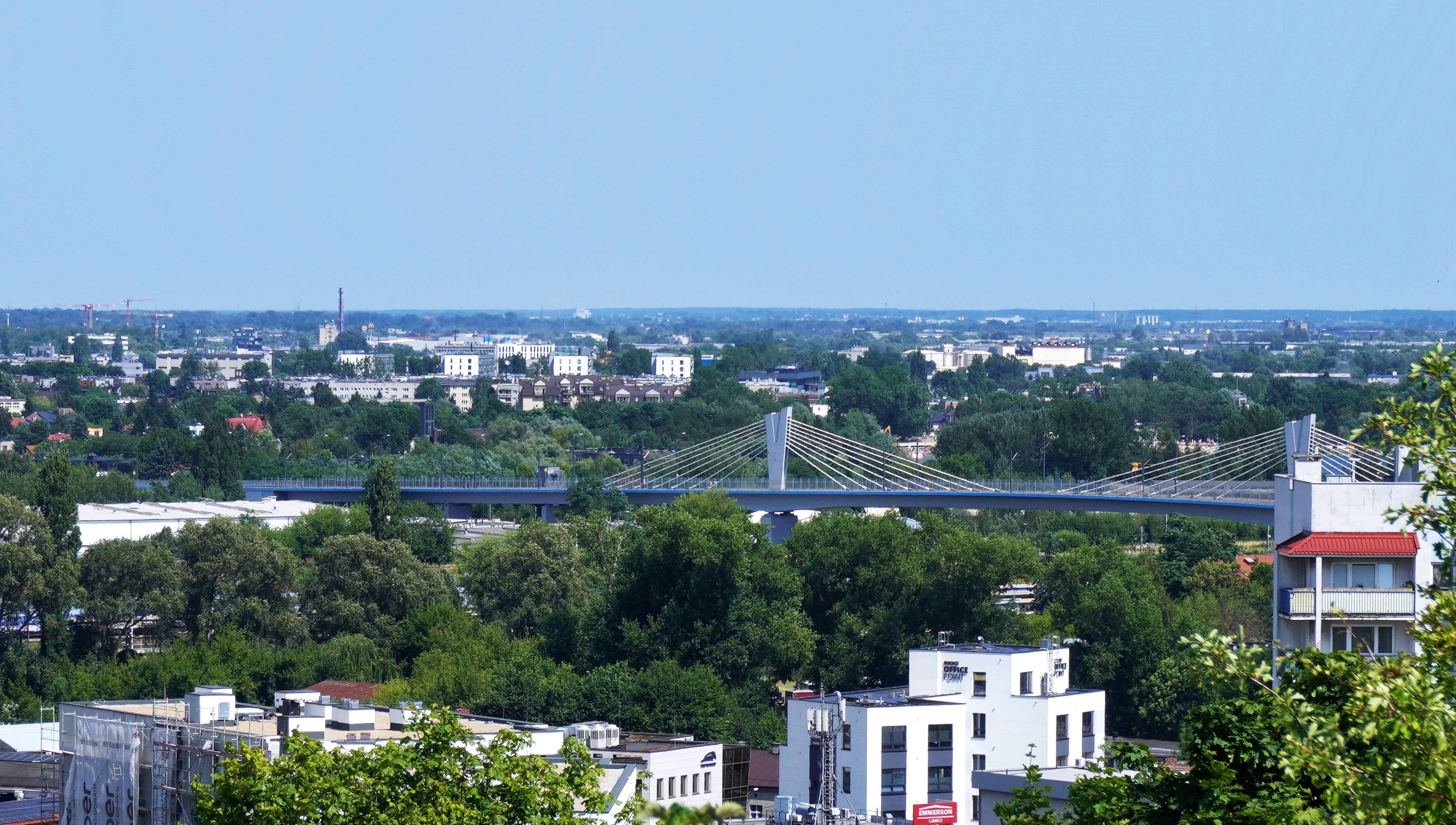
Estakada tramwajowa Lipska – Wielicka

## Komunikacja
Na terenie Płaszowa funkcjonuje stacja kolejowa Kraków Płaszów, pętla autobusowo-tramwajowa o nazwie Mały Płaszów i parking Park&Ride Mały Płaszów.